# Petrell de Barau
El petrell de Barau (Pterodroma baraui) és un ocell marí de la família dels procel·làrids (Procellariidae), d'hàbits pelàgics que cria a l'illa de Reunió i es dispersa per l'oceà Índic.